# 知念半島
知念半島（日语：／ Chinen hantō */?，琉球語：／  * / ?）是日本沖繩島南部東海岸的一個半島，向中城灣東北方向突出。長度約4公里，寬度3公里至4公里，面積大約15平方公里。
原先知念半島的西部為佐敷町、其他地域屬於知念村。2006年市町村合併後，半島全境屬於南城市。
半島北端為知名崎、東端為知念岬。中部為標高150公尺的琉球石灰岩台地，地質疏鬆比較危險。